# John Bardeen
John Bardeen (Madison, EUA 1908 - Boston 1991 ) fou un físic estatunidenc guardonat dos cops amb el Premi Nobel de Física els anys 1956 amb William Shockley i Walter Brattain per la invenció del transistor i de nou el 1972 amb Leon N. Cooper i John Robert Schrieffer per a una teoria fonamental de la superconductivitat convencional coneguda com a teoria BCS. Fins ara, és l'única persona que ha obtingut aquest honor dues vegades.
El transistor va revolucionar la indústria de l'electrònica, fent possible el desenvolupament de gairebé tots els dispositius electrònics moderns, des dels telèfons als ordinadors, i va marcar el començament de l'era de la informació. Els desenvolupaments de Bardeen en superconductivitat, pel qual va rebre el seu segon Premi Nobel, s'utilitzen en espectroscòpia de ressonància magnètica nuclear (RMN), imatges de ressonància magnètica mèdica (MRI) i circuits quàntics superconductors.
Nascut i criat a Wisconsin, Bardeen va rebre un Ph.D. en física per la Universitat de Princeton. Després de servir a la Segona Guerra Mundial, va ser investigador dels Laboratoris Bell i professor de la Universitat d'Illinois a Urbana-Champaign. El 1990, Bardeen va aparèixer a la llista de la revista Life dels «100 nord-americans més influents del segle».

## Biografia

### Educació
Bardeen va néixer a Madison, Wisconsin, el 23 de maig de 1908. Era fill de Charles Bardeen, el primer degà de la Facultat de Medicina de la Universitat de Wisconsin.
Bardeen va anar a la Universitat de Wisconsin High School a Madison. Es va graduar a l'escola el 1923 als 15 anys Es podria haver graduat uns quants anys abans, però es va ajornar perquè va fer cursos en un altre institut i per la mort de la seva mare. Bardeen va entrar a la Universitat de Wisconsin el 1923. Mentre estava a la universitat, es va unir a la fraternitat Zeta Psi. Les quotes de soci necessàries les va recaptar en part jugant al billar. Bardeen es va iniciar com a membre de la societat d'honor d'enginyeria Tau Beta Pi. No volia ser un acadèmic com el seu pare, i Bardeen va triar l'enginyeria. També va considerar que l'enginyeria tenia bones perspectives laborals.
Bardeen va rebre la seva llicenciatura en ciències en enginyeria elèctrica el 1928 a la Universitat de Wisconsin. Tot i agafar un any de vacances per treballar a Chicago, es va graduar el 1928. Per fer tots els cursos de postgrau en física i matemàtiques que li havien interessat, Bardeen es va graduar en cinc anys en comptes dels quatre habituals. Això li va donar temps per completar la seva tesi de màster, dirigida per Leo J. Peters. Va rebre el seu màster en enginyeria elèctrica el 1929 a Wisconsin.
Bardeen va aprofundir en els seus estudis quedant-se a Wisconsin, però finalment va anar a treballar als Gulf Research Laboratories, el braç d'investigació de la Gulf Oil Corporation amb seu a Pittsburgh. De 1930 a 1933, Bardeen va treballar en el desenvolupament de mètodes per a la interpretació d'enquestes magnètiques i gravitatòries. També va treballar com a geofísic. Com que el treball no va poder mantenir el seu interès, va sol·licitar i va ser acceptat al programa de postgrau en matemàtiques a la Universitat de Princeton.
Com a estudiant de postgrau, Bardeen va estudiar matemàtiques i física. Sota el físic Eugene Wigner, va escriure la seva tesi sobre un problema de la física de l'estat sòlid. Abans d'acabar la seva tesi, se li va oferir una posició com a company junior de la Society of Fellows a la Universitat Harvard el 1935. Hi va passar els tres anys següents, del 1935 al 1938, treballant amb els futurs premis Nobel de física John Hasbrouck van Vleck i Percy Williams Bridgman en problemes de cohesió i conducció elèctrica en metalls, i també va fer uns quants treballs sobre la densitat de nivell dels nuclis. Va rebre el seu doctorat en física matemàtica de Princeton el 1936. El 1938 va començar a ensenyar com a professor auxiliar a la Universitat de Minnesota.

## Carrera i recerca

### Segona Guerra Mundial
De 1941 a 1944, Bardeen va dirigir el grup que treballava en mines magnètiques i torpedes i contramesures de mines i torpedes al Naval Ordnance Laboratory. Durant aquest període, la seva dona Jane va donar a llum un fill (Bill, nascut el 1941) i una filla (Betsy, nascuda el 1944).
Després de participar en la Segona Guerra Mundial com a responsable del laboratori naval d'artilleria, el 1943 va ser convidat a participar en el Projecte Manhattan però va refusar la invitació.

### Laboratoris Bell

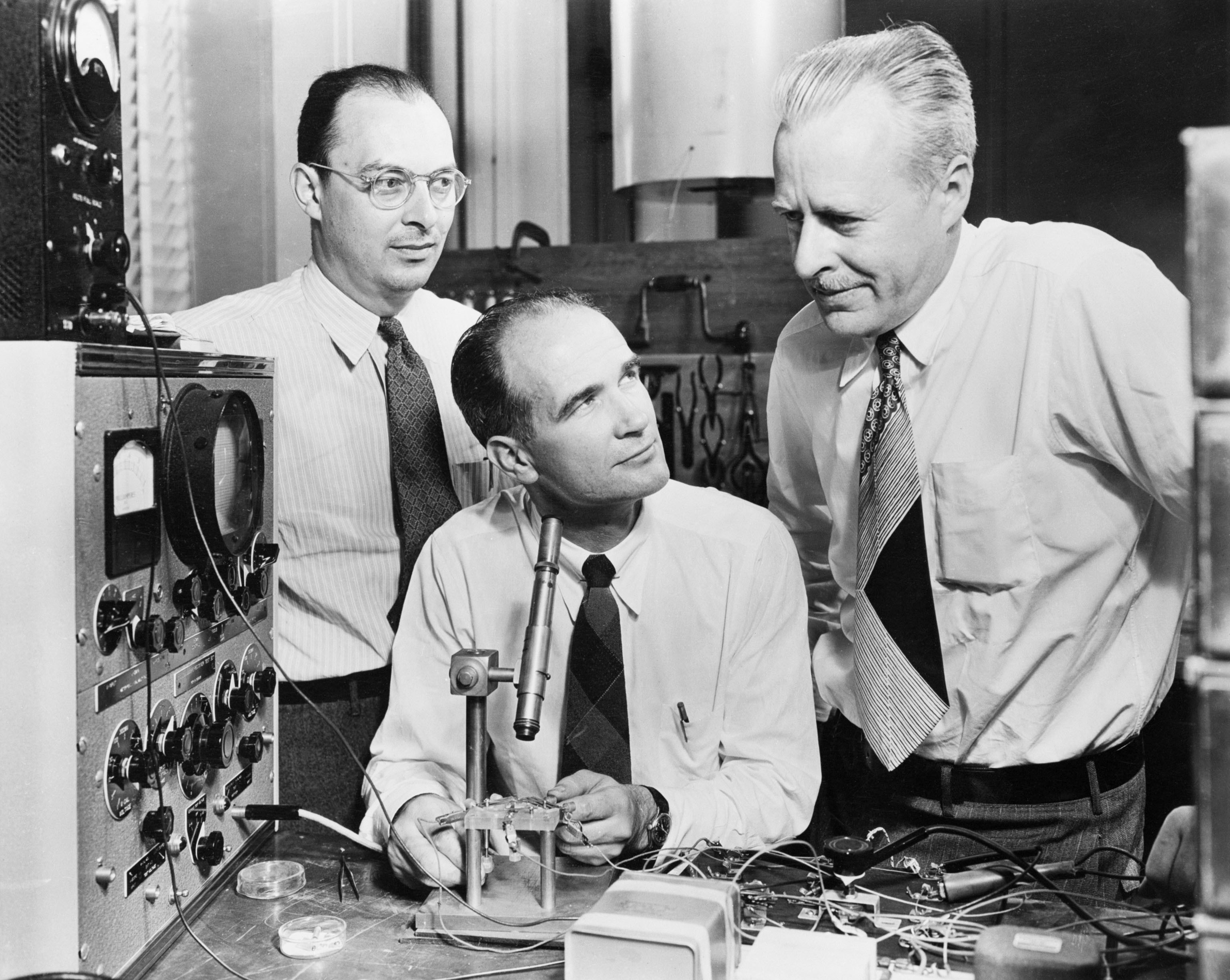
John Bardeen, William Shockley i Walter Brattain als Bell Labs, 1948

L'octubre de 1945, Bardeen va començar a treballar als Laboratoris Bell com a membre d'un grup de física d'estat sòlid dirigit per William Shockley i el químic Stanley Morgan. Altres persones que treballaven en el grup eren Walter Brattain, el físic Gerald Pearson, el químic Robert Gibney, l'expert en electrònica Hilbert Moore i diversos tècnics. Va traslladar la seva família a Summit, Nova Jersey.
L'encàrrec del grup era buscar una alternativa d'estat sòlid als fràgils amplificadors de tubs de buit de vidre. Els seus primers intents es van basar en les idees de Shockley sobre l'ús d'un camp elèctric extern en un semiconductor per afectar la seva conductivitat. Aquests experiments van fallar misteriosament cada vegada en tot tipus de configuracions i materials. El grup es va aturar fins que Bardeen va suggerir una teoria que invocava estats superficials que evitaven que el camp penetrés al semiconductor. El grup va canviar el seu enfocament per estudiar aquests estats superficials, reunint-se gairebé diàriament per discutir el treball. La relació del grup va ser excel·lent i es van intercanviar idees lliurement. L'hivern de 1946, van tenir prou resultats perquè Bardeen enviés un article sobre els estats superficials a Physical Review. Brattain va iniciar experiments per estudiar els estats de la superfície a través d'observacions fetes mentre brillava una llum brillant a la superfície del semiconductor. Això va donar lloc a diversos articles més (un d'ells en coautoria amb Shockley), que estimaven que la densitat dels estats superficials era més que suficient per explicar els seus experiments fallits. El ritme del treball va augmentar significativament quan van començar a envoltar els contactes puntuals entre el semiconductor i els cables conductors amb electròlits. Moore va construir un circuit que els va permetre variar fàcilment la freqüència del senyal d'entrada i va suggerir que utilitzessin borat de glicol (gu), una substància química viscosa que no s'evaporava. Finalment, van començar a obtenir algunes proves d'amplificació de potència quan Pearson, actuant sobre un suggeriment de Shockley, va posar una tensió a una gota de gu col·locada a través d'una unió p–n.
Bardeen morí el 30 de gener de 1991 a la ciutat estatunidenca de Boston.

## Recerca científica

### Invenció del transistor

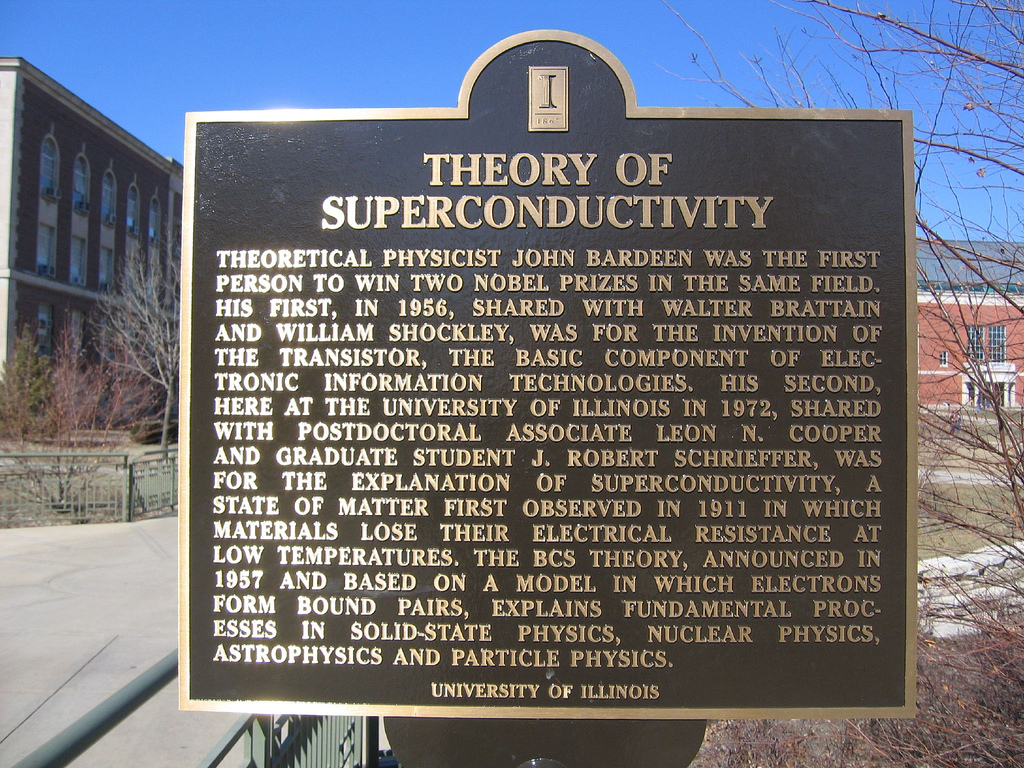
Placa commemorativa a Bardeen Quad, Universitat d'Illinois d'Urbana Champaign

Sota la supervisió de William Shockley i al costat de Walter Houser Brattain desenvoluparen el 4 de juliol de 1951 el transistor. El 1956 els tres físics nord-americans foren guardonats amb el Premi Nobel de Física per la recerca en semiconductors i pel descobriment de l'efecte transistor.
Shockley es va endur públicament la part del lleó del crèdit per la invenció del transistor; això va provocar un deteriorament de la relació de Bardeen amb ell. La direcció de Bell Labs, però, va presentar constantment els tres inventors com un equip. Shockley finalment va enfurir i va marginar Bardeen i Brattain, bloquejant essencialment que tots dos treballessin en el transistor d'unió. Bardeen va començar a seguir una teoria de la superconductivitat i va deixar Bell Labs el 1951. Brattain es va negar a treballar més amb Shockley i va ser assignat a un altre grup. Ni Bardeen ni Brattain van tenir molt a veure amb el desenvolupament del transistor més enllà del primer any després de la seva invenció.
El transistor (un acrònim de transconductància i resistència) tenia 1/50 de la mida dels tubs de buit que substituïa en televisors i ràdios, utilitzava molta menys energia, era molt més fiable i permetia que els dispositius elèctrics fossin més compactes.

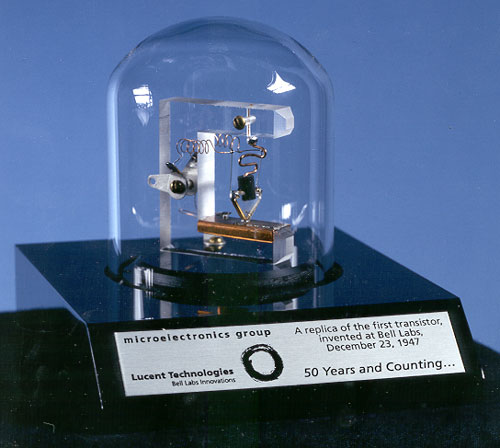
Una rèplica estilitzada del primer transistor inventat als Bell Labs el 23 de desembre de 1947

Els advocats de patents de Laboratoris Bell van començar a treballar en les sol·licituds de patent. i aviat van descobrir que el principi d'efecte de camp de Shockley havia estat patentat abans el 1930 per Julius Lilienfeld, que va presentar una patent semblant a MESFET al Canadà el 22 d'octubre de 1925.

### Universitat d'Illinois a Urbana–Champaign

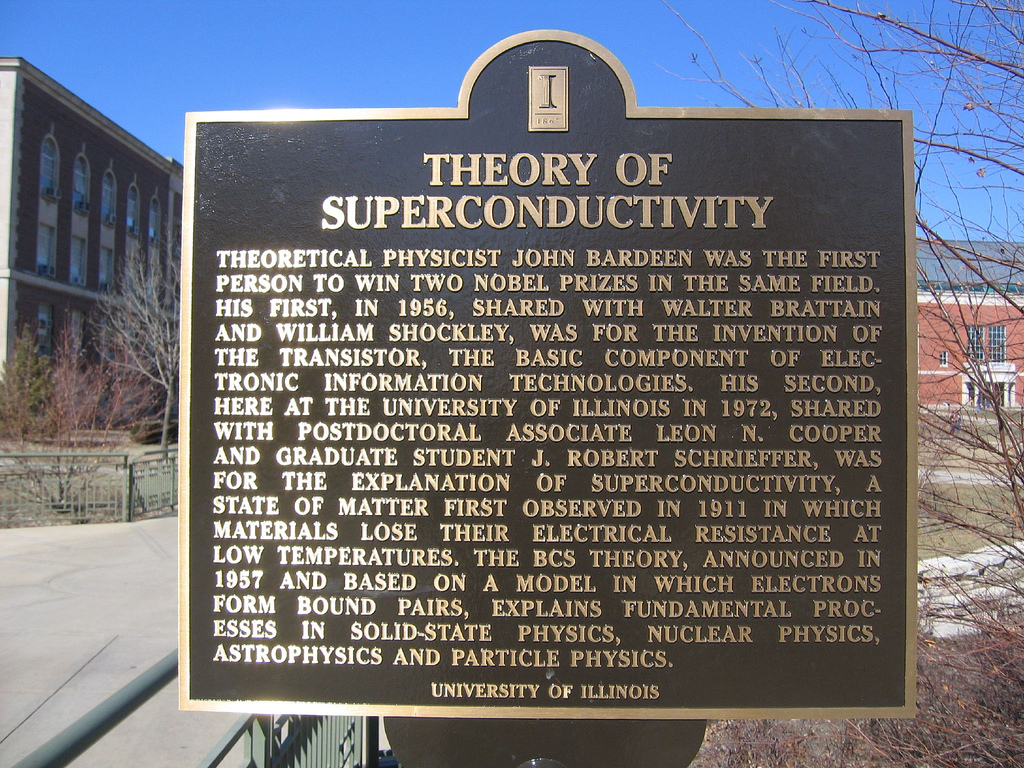
Una placa commemorativa que recorda John Bardeen i la teoria de la superconductivitat, a la Universitat d'Illinois a Urbana-Champaign

El 1951, Bardeen estava buscant una nova feina. Fred Seitz, un amic de Bardeen, va convèncer la Universitat d'Illinois a Urbana-Champaign de fer a Bardeen una oferta de 10.000 dòlars anuals. Bardeen va acceptar l'oferta i va abandonar Bell Labs, unint-se a les facultats d'enginyeria i física d'Illinois el 1951, on va ser professor d'enginyeria elèctrica i de física. Hi va nomenar el físic Nick Holonyak com assistent, el qual posteriorment dissenyaria el primer díode emissor de llum (LED) el 1962. Treballava al costat de Leon Cooper i Robert Shrieffer i junts van crear la teoria estàndard de la superconductivitat, el que posteriorment s'anomenaria Teoria BCS. Per aquest treball els tres físics van ser guardonats l'any 1972 amb el Premi Nobel de Física.
A Illinois, va establir dos grans programes de recerca, un al departament d'enginyeria elèctrica i un altre al departament de física. El programa de recerca del departament d'enginyeria elèctrica va tractar tant aspectes experimentals com teòrics dels semiconductors, i el programa de recerca del departament de física va tractar aspectes teòrics dels sistemes quàntics macroscòpics, especialment la superconductivitat i els líquids quàntics.
Va ser professor actiu a Illinois de 1951 a 1975 i després es va convertir en professor emèrit. Els anys següents, Bardeen es va mantenir actiu en la investigació acadèmica, temps durant el qual es va centrar a entendre el flux d'electrons a les ones de densitat de càrrega (CDW) a través de compostos de cadena lineal metàl·lica. Les seves propostes que el transport d'electrons CDW és un fenomen quàntic col·lectiu van ser inicialment rebuts amb escepticisme. Tanmateix, els experiments reportats el 2012 mostren oscil·lacions en el corrent CDW contra el flux magnètic a través dels anells de trisulfur de tàntal, similar al comportament dels dispositius d'interferència quàntica superconductora (vegeu SQUID i efecte Aharonov-Bohm), donant credibilitat a la idea que l'electró és fonamentalment de naturalesa quàntica. (Vegeu mecànica quàntica.) Bardeen va continuar la seva recerca durant la dècada de 1980 i va publicar articles a Physical Review Letters i Physics Today menys d'un any abans de morir.
Els arxius de la Universitat d'Illinois tenen una col·lecció de documents personals de Bardeen.

### Premi Nobel de Física l'any 1956
El 1956, John Bardeen va compartir el Premi Nobel de Física amb William Shockley del Semiconductor Laboratory of Beckman Instruments i Walter Brattain dels Bell Telephone Laboratories «per les seves investigacions sobre semiconductors i el seu descobriment de l'efecte transistor». Bardeen és el primer físic, i fins al moment l'únic, a rebre dues vegades aquest Premi Nobel, una distinció compartida amb Marie Curie, guanyadora del Premi Nobel de Física el 1903 i el Premi Nobel de Química l'any 1911; Linus Carl Pauling, guanyador del Premi Nobel de Química el 1954 i el Premi Nobel de la Pau l'any 1962; i Frederick Sanger, guanyador del Premi Nobel de Química en dues ocasions els anys 1958 i 1980.
A la cerimònia del Premi Nobel a Estocolm, Brattain i Shockley van rebre els seus guardons aquella nit de mans del rei Gustaf VI Adolf. Bardeen va portar només un dels seus tres fills a la cerimònia del Premi Nobel. El rei Gustav va renyar a Bardeen per això, i Bardeen va assegurar al rei que la propera vegada portaria tots els seus fills a la cerimònia. Va complir la seva promesa.

### Teoria BCS
El 1957, Bardeen, en col·laboració amb Leon Cooper i el seu estudiant de doctorat John Robert Schrieffer, va proposar la teoria estàndard de la superconductivitat coneguda com a teoria BCS.

### Premi Nobel de Física l'any 1972
El 1972, Bardeen va compartir el Premi Nobel de Física amb Leon N Cooper de la Universitat de Brown i John Robert Schrieffer de la Universitat de Pennsilvània «per la seva teoria de la superconductivitat desenvolupada conjuntament, normalment anomenada teoria BCS». Aquest va ser el segon Premi Nobel de Física de Bardeen. Es va convertir en la primera persona a guanyar dos premis Nobel en el mateix camp. Només quatre persones més han rebut més d'un premi Nobel.
Bardeen va portar els seus tres fills a la cerimònia del Premi Nobel a Estocolm. Bardeen va donar gran part dels seus diners del Premi Nobel per finançar les conferències Fritz London Memorial a la Universitat de Duke.
És l'únic doble laureat en física, i un dels tres dobles laureats del mateix premi; els altres són Frederick Sanger que va guanyar els premis de química 1958 i 1980 i Karl Barry Sharpless que va guanyar els premis de química 2001 i 2022.

### Altres premis
A més d'haver rebut el premi Nobel dues vegades, Bardeen va rebre molts altres premis, com ara:
- 1952 Medalla Stuart Ballantine de l’Institut Franklin.
- 1954 escollit membre de l'Acadèmia Nacional de Ciències dels Estats Units.[38]
- 1958 elegit membre de la Societat Filosòfica Americana[39]
- El 1959 va ser elegit membre de l'Acadèmia Americana de les Arts i les Ciències[40]
- 1965 Medalla Nacional de la Ciència.[41]
- 1971 Medalla d'Honor IEEE per «les seves profundes contribucions a la comprensió de la conductivitat dels sòlids, a la invenció del transistor i a la teoria microscòpica de la superconductivitat».
- Escollit membre estranger de la Royal Society (ForMemRS) el 1973.[1][42]
- 1975 Medalla Franklin.
- El 10 de gener de 1977, el president Gerald Ford va lliurar a John Bardeen la Medalla Presidencial de la Llibertat. Va ser representat a la cerimònia pel seu fill, William Bardeen.
- Bardeen va ser un dels 11 destinataris que van rebre el premi del segle tercer del president George HW Bush el 1990 per «contribucions excepcionals a la societat estatunidenca» i va rebre una medalla d'or de l'Acadèmia de Ciències de la Unió Soviètica el 1988.
- 1987 Golden Plate Award de l’American Academy of Achievement.[43]